# Escolas internato indígenas americanas

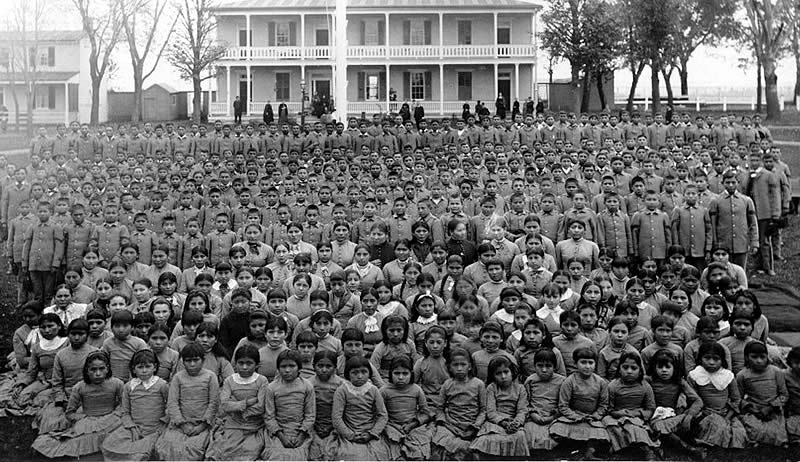
Alunos no Escola Industrial Indígena de Carlisle, Pensilvânia, c. 1900

Escolas Internato Indígenas Americanas, também conhecidas mais recentemente como Escolas Residenciais Indígenas Americanas, foram estabelecidas nos Estados Unidos desde meados do século XVII até o início do século XX, com o objetivo principal de "civilizar" ou assimilar os indígenas americanos – crianças e jovens – à cultura anglo-americana. No processo, essas escolas desvalorizavam a cultura dos indígenas americanos e forçavam as crianças a abandonar suas línguas e religião. Ao mesmo tempo, as escolas forneciam uma educação ocidental básica. Esses internatos foram primeiramente estabelecidos por missionários cristãos de várias denominações cristãs. Os missionários eram frequentemente aprovados pelo governo federal para iniciar tanto missões quanto escolas em reservas, especialmente nas áreas pouco povoadas do Oeste. No final do século XIX e início do século XX, em particular, o governo pagava a denominações da Igreja para fornecer educação básica às crianças indígenas nas reservas, e mais tarde estabeleceu suas próprias escolas nelas. O Bureau of Indian Affairs (BIA) também fundou escolas internas fora das reservas. De forma semelhante às escolas que atendiam falantes de Línguas imigrantess, o currículo estava enraizado no Imperialismo linguístico, no Movimento do inglês exclusivo e na Assimilação forçada imposta por Punição corporal. Essas instituições, por vezes, reuniam crianças de diversas tribos. Além disso, ordens religiosas estabeleceram escolas fora das reservas. Em outubro de 2024, o presidente dos EUA, Joe Biden, emitiu um pedido oficial de desculpas em nome do governo federal pelos abusos sofridos nessas escolas internas. Em seu pedido de desculpas, Biden discute a história das escolas internas e culpa o governo por não ter se desculpado antes. Ele reconhece que esse tipo de pedido de desculpas nunca havia sido feito e o dirige a uma multidão de pessoas indígenas.
As crianças geralmente eram imersas na cultura anglo-americana da Classe alta. As escolas forçavam a remoção dos sinais culturais indígenas: cortar o cabelo das crianças, obrigá-las a usar uniformes ao estilo americano, proibindo-as de falar suas línguas maternas, e substituindo seus nomes tribais por nomes em inglês (nomes de santos, em algumas ordens religiosas) para uso nas escolas, como parte do processo de assimilação e para cristianizá-las. As escolas eram, geralmente, rigorosas – sobretudo para as crianças mais novas, que eram separadas à força de suas famílias e obrigadas a abandonar suas identidades e culturas indígenas. Crianças, por vezes, morriam no sistema escolar devido a doenças infecciosas. Investigações realizadas no final do século XX revelaram casos de abuso físico, emocional e sexual.
Resumindo os estudos recentes sob perspectivas indígenas, a Dra. Julie Davis afirmou:

As escolas internas incorporavam tanto a vitimização quanto a agência para o povo indígena e serviam como locais de perda cultural e de persistência cultural. Essas instituições, destinadas a assimilar os povos indígenas à sociedade dominante e erradicar as culturas nativas, tornaram-se componentes integrais das identidades dos indígenas americanos e, eventualmente, impulsionaram a busca por autodeterminação política e cultural no final do século XX.
Desde então, as nações tribais realizaram ativismo político e conquistaram legislação e políticas federais que lhes conferem o poder de decidir como utilizar os fundos federais destinados à educação, como educar seus filhos e a autoridade para estabelecer suas próprias escolas comunitárias. As tribos também fundaram diversas Faculdades e universidades tribais em reservas. O controle tribal sobre suas escolas tem sido apoiado por legislação federal e por mudanças nas práticas do BIA. Em 2007, a maioria das escolas internas havia sido fechada, e o número de crianças indígenas em tais instituições havia caído para 9.500.
Embora existam centenas de crianças indígenas falecidas ainda não localizadas, as investigações estão aumentando por todo os Estados Unidos.

## História da educação dos nativos americanos pelos europeus
... instead of exterminating a part of the human race ... we had persevered ... and at last had imparted our Knowledge of cultivating and the arts, to the Aboriginals of the Country ... But it has been conceived to be impracticable to civilize the Indians of North America – This opinion is probably more convenient than just.— Henry Knox to George Washington, 1789.
No final do século XVIII, reformadores – iniciando com o presidente George Washington e Henry Knox – em esforços para "civilizar" ou de outra forma assimilar os indígenas americanos, adotaram a prática de integrar as crianças nativas à cultura americana contemporânea. Na época, a sociedade era dominada pela agricultura, com muitos agricultores independentes de subsistência, e a vida rural se resumia a algumas pequenas cidades e poucas grandes metrópoles. A Civilization Fund Act de 1819 promoveu essa política ao fornecer recursos a sociedades (principalmente missionários religiosos) que atuavam na educação indígena, frequentemente em escolas estabelecidas em ou próximas às comunidades nativas. Os reformadores acreditavam que essa política ajudaria os índios a sobreviverem ao crescente contato com colonos euro-americanos que se dirigiam para o oeste em direção aos seus territórios.
Moses Tom enviou seus filhos para uma escola interna indígena.
I rejoice, brothers, to hear you propose to become cultivators of the earth for the maintenance of your families. Be assured you will support them better and with less labor, by raising stock and bread, and by spinning and weaving clothes, than by hunting. A little land cultivated, and a little labor, will procure more provisions than the most successful hunt; and a woman will clothe more by spinning and weaving, than a man by hunting. Compared with you, we are but as of yesterday in this land. Yet see how much more we have multiplied by industry, and the exercise of that reason which you possess in common with us. Follow then our example, brethren, and we will aid you with great pleasure ...— Presidente Thomas Jefferson, Irmãos da Nação Choctaw, 17 de dezembro de 1803

## Escolas missionárias iniciais
Em 1634, Pe. Andrew White da Província Inglesa da Sociedade de Jesus estabeleceu uma missão no que hoje é Sul de Maryland. Ele disse que o objetivo da missão, conforme um intérprete relatou ao chefe de uma tribo nativa local, era "to extend civilization and instruction to his ignorant race, and show them the way to heaven". Os registros anuais da missão relatam que, até 1640, eles haviam fundado uma comunidade que chamaram de St. Mary's. Os nativos enviavam seus filhos para serem educados ali, incluindo a filha de Tayac, o chefe Pascatoe. Ela provavelmente foi uma exceção devido ao status de seu pai, pois, na época, meninas geralmente não eram educadas junto com meninos nas escolas católicas inglesas. Outros estudantes mencionados nos registros eram do sexo masculino.
Os mesmos registros relatam que, em 1677,

"a school for humanities was opened by our Society in the centre of Maryland, directed by two of the Fathers; and the native youth, applying themselves assiduously to study, made good progress. Maryland and the recently established school sent two boys to St. Omer who yielded in abilities to few Europeans, when competing for the honour of being first in their class. So that not gold, nor silver, nor the other products of the earth alone, but men also are gathered from thence to bring those regions, which foreigners have unjustly called ferocious, to a higher state of virtue and cultivation."

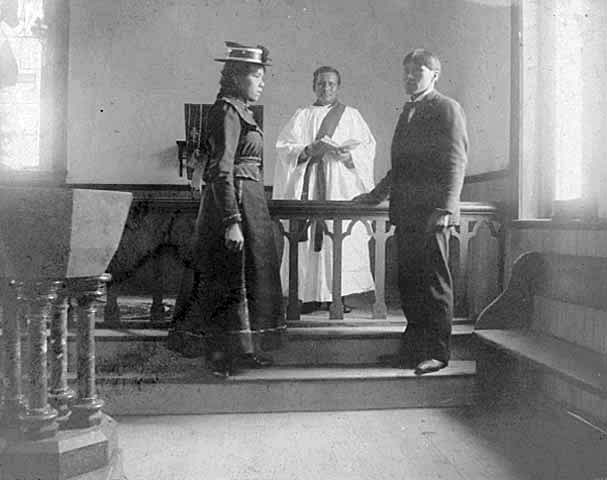
Jovem mulher e jovem homem em pé num altar de igreja com um padre

No meio dos anos 1600, o Harvard College estabeleceu o Harvard Indian College em seu campus em Cambridge, na Colônia da Baía de Massachusetts, apoiado pela anglicana Society for Propagation of the Gospel. Seus poucos estudantes nativos vieram da Nova Inglaterra. Nesse período, o ensino superior era muito limitado para todas as classes, e a maioria dos "colleges" ensinava em um nível mais semelhante ao do ensino médio atual. Em 1665, Caleb Cheeshahteaumuck, "from the Wampanoag...did graduate from Harvard, the first Indian to do so in the colonial period".
Nos primeiros anos coloniais, outras escolas indígenas foram criadas por comunidades locais da Nova Inglaterra, como na escola indígena em Hanover, New Hampshire, em 1769. Isso evoluiu gradualmente para o Dartmouth College, que manteve alguns programas para os nativos. Outras escolas também foram criadas no Leste, como em Bethlehem, Pennsylvania pelos missionários moravianos. Missionários religiosos de diversas denominações desenvolveram as primeiras escolas como parte de suas missões próximas aos assentamentos indígenas, acreditando que poderiam transmitir educação e cristianismo aos nativos. A leste das Montanhas Apalaches, a maioria dos índios havia sido forçada a deixar suas terras tradicionais antes da Guerra de Independência. Eles possuíam poucas reservas.
No início do século XIX, a nova república continuou a lidar com questões sobre como os povos indígenas viveriam. A Foreign Mission School, uma instituição apoiada pelos protestantes que foi inaugurada em Cornwall, Connecticut em 1816, foi criada para alunos do sexo masculino de diversos povos não cristãos, principalmente do exterior. Entre os quase 100 estudantes que frequentaram a escola durante sua década de funcionamento estavam nativos havaianos, estudantes muçulmanos e hindus da Índia e do Sudeste Asiático. Também estavam matriculados estudantes indígenas das tribos Cherokee e Choctaw (entre as Five Civilized Tribes do sudeste americano), além de estudantes Lenape (uma tribo do Atlântico médio) e da Osage. A intenção era formar jovens como missionários, intérpretes, tradutores, etc., que pudessem auxiliar seus povos.

## Nação, Guerras Indígenas e a colonização do Oeste
Durante o século XIX, a invasão dos americanos de origem europeia nas terras indígenas continuou. A partir da década de 1830, tribos tanto do sudeste quanto da região dos Grandes Lagos foram empurradas para o oeste do Mississippi, sendo forçadas a deixar suas terras para Território Indígena. Como parte dos tratados assinados para a cessão de terras, esperava-se que os Estados Unidos providenciassem educação às tribos em suas reservas.
Algumas ordens e organizações religiosas estabeleceram missões no Kansas e no que mais tarde se tornou Oklahoma para atuar nessas novas reservas. Algumas das tribos do sudeste criaram suas próprias escolas, como os Choctaw fizeram para meninas e meninos.[carece de fontes?]
Após a Guerra Civil e décadas de Guerras Indígenas no Oeste, mais tribos foram forçadas a viver em reservas após ceder vastas extensões de terra aos EUA. Com o objetivo de assimilação – considerado necessário para que os índios tribais pudessem sobreviver e se integrar à sociedade americana – o governo intensificou seus esforços para fornecer oportunidades educacionais. Parte disso esteve relacionado ao movimento progressista, que acreditava que a única forma dos povos tribais prosperarem era se assimilando, já que a sociedade americana estava mudando rapidamente e se urbanizando.[carece de fontes?]
Após as Guerras Indígenas, missionários fundaram escolas adicionais no Oeste com internatos. Dadas as vastas áreas e populações isoladas, só era possível manter um número limitado de escolas. Algumas crianças, necessariamente, tiveram que frequentar instituições distantes de suas comunidades. Inicialmente, sob o governo do presidente Ulysses S. Grant, apenas uma organização ou ordem religiosa era permitida em cada reserva. As diversas denominações fizeram lobby junto ao governo para obter permissão de estabelecer missões, mesmo em concorrência entre si.[carece de fontes?]

## Escolas diurnas da era da assimilação
Escolas diurnas também foram criadas para implementar os mandatos federais. Em comparação com as escolas internas, as escolas diurnas eram uma opção menos onerosa e, geralmente, recebiam menor resistência dos pais.
Um exemplo é a Escola Diurna Indígena de Fallon, inaugurada na Reserva Indígena Stillwater em 1908. Mesmo após o início do processo de fechamento dos internatos, as escolas diurnas permaneceram em funcionamento.

## Escola Industrial Indígena de Carlisle

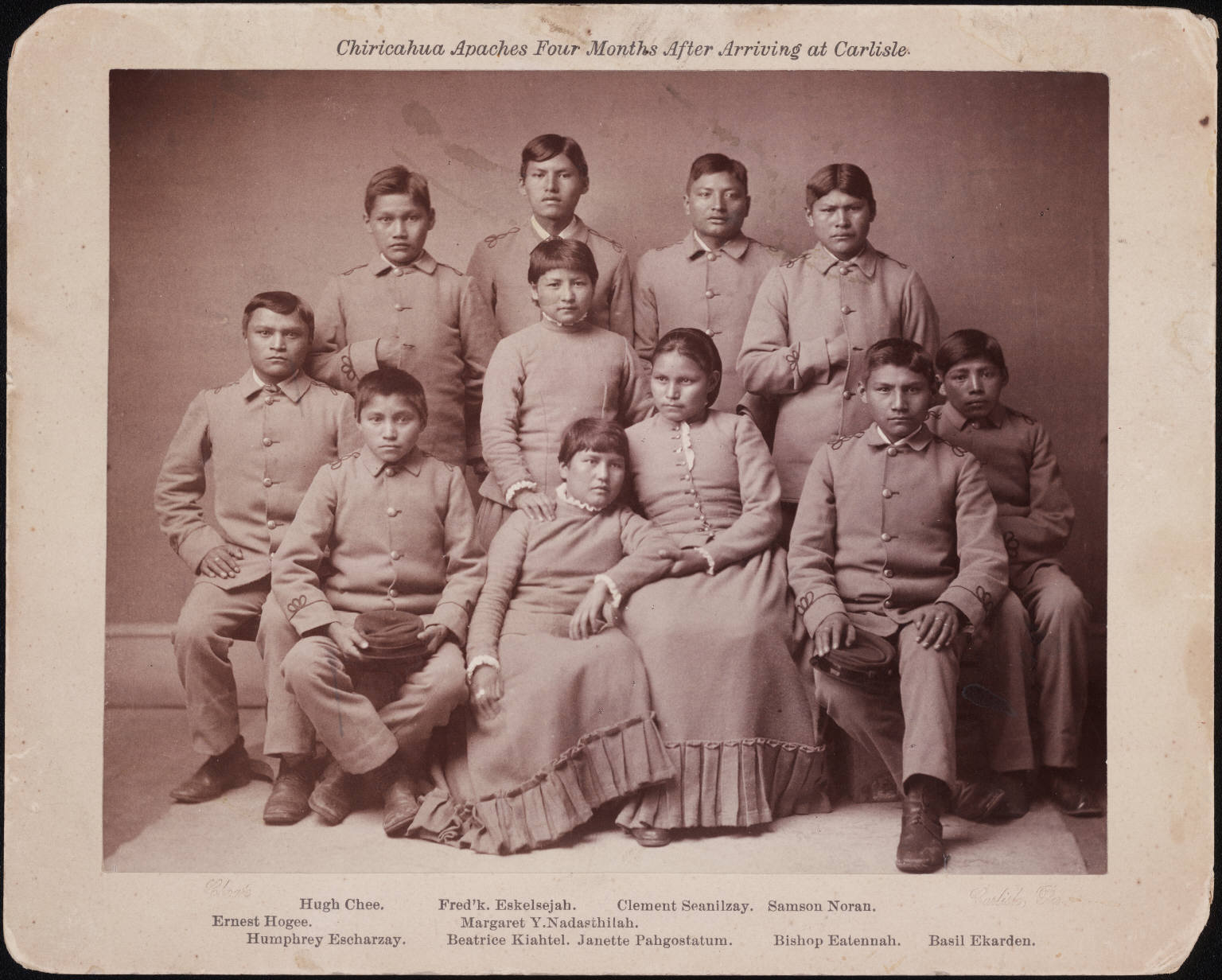
Chiricahua Apaches Four Months After Arriving at Carlisle. Fotografia sem data, tirada na Escola Industrial Indígena de Carlisle.

Após as Guerras Indígenas, o Tenente Richard Henry Pratt foi designado para supervisionar prisioneiros de guerra indígenas no Forte Marion, localizado em St. Augustine, Flórida. O Exército dos Estados Unidos enviou setenta e dois guerreiros das nações Cheyenne, Kiowa, Comanche e Caddo para exílio em St. Augustine, Flórida. Eles foram utilizados como reféns para incentivar seus povos no Oeste a permanecerem pacíficos.

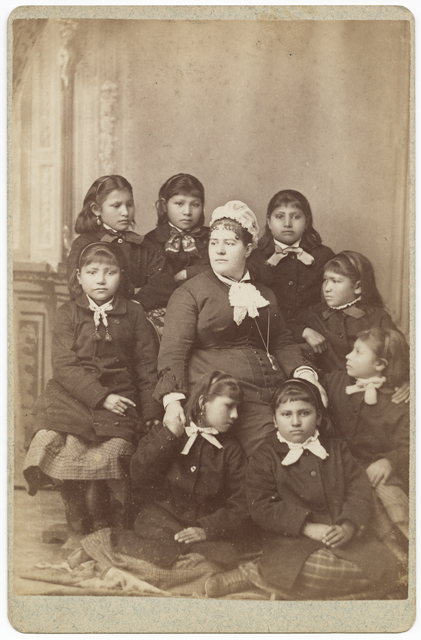
Professora Mary R. Hyde e estudantes na Escola de Treinamento Indígena de Carlisle

Pratt começou a trabalhar com eles na educação acerca da cultura euro-americana, essencialmente por meio de imersão. Embora exigisse mudanças – os homens tinham que cortar o cabelo e usar uniformes comuns em vez de suas roupas tradicionais – ele também lhes concedia maior autonomia e a capacidade de se autogovernarem dentro da prisão. Satisfeito com seu sucesso, dizia-se que ele apoiava o lema "Kill the Indian, Save the Man." Pratt declarou, em um discurso de 1892:

"A great general has said that the only good Indian is a dead one. In a sense, I agree with the sentiment, but only in this: that all the Indian there is in the race should be dead."
Pratt providenciou para que alguns dos homens mais jovens continuassem sua educação no Hampton Institute, um colégio historicamente negro fundado em 1868 para a educação dos freedmen por representantes birraciais da American Missionary Association logo após a Guerra Civil. Seguindo o exemplo dos estudantes patrocinados por Pratt, em 1875 o Hampton Institute desenvolveu um programa para alunos nativos americanos.
Pratt continuou o modelo de assimilação ao desenvolver a Escola Industrial Indígena de Carlisle. Ele acreditava que, em uma geração, as crianças nativas poderiam ser integradas à cultura euro-americana. Com essa perspectiva, propôs ao governo federal um experimento custoso: que o governo financiasse uma escola que exigisse que crianças indígenas se mudassem de suas casas para frequentar uma instituição distante. A escola de Carlisle, que viria a servir de modelo para mais de 300 escolas por todo o país, foi inaugurada em 1879. Carlisle Barracks, uma base militar abandonada na Pensilvânia, foi utilizada para a escola. Tornou-se a primeira escola que não estava em uma reserva.
O currículo de Carlisle baseava-se fortemente na cultura e na sociedade da América rural. As aulas incluíam treinamento vocacional para meninos e ciências domésticas para meninas. Os estudantes executavam tarefas que auxiliavam na manutenção da fazenda e na produção de alimentos para a escola autossuficiente. Além disso, eram capazes de produzir mercadorias para venda no mercado. Os alunos de Carlisle publicavam um jornal, contavam com um coro e orquestra bem avaliados e desenvolveram programas esportivos. No verão, os estudantes frequentemente moravam com famílias de agricultores locais e moradores das cidades, reforçando o processo de assimilação e proporcionando mão de obra a baixo custo para essas famílias.

## Escolas internas apoiadas federalmente

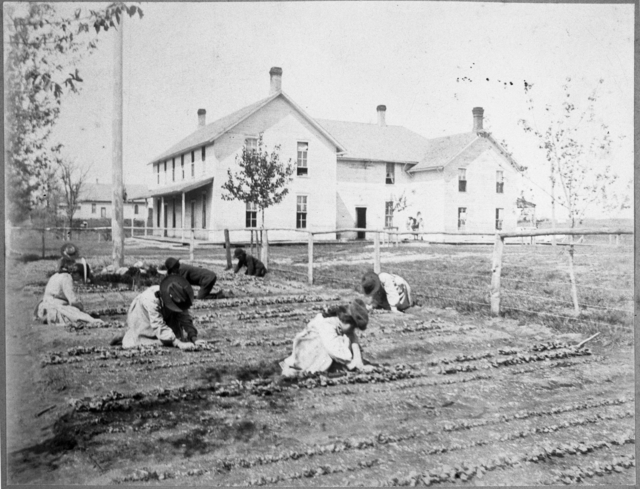
Crianças trabalhando no jardim de uma escola

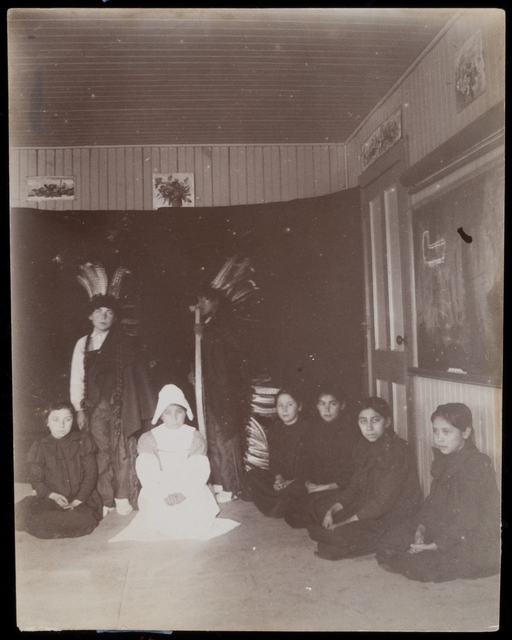
Peça de ação de graças

Carlisle e seu currículo tornaram-se o modelo para o Bureau of Indian Affairs. Em 1902, foram autorizadas 25 escolas fora das reservas, financiadas pelo governo federal, em 15 estados e territórios, com um total de mais de 6.000 alunos. A legislação federal exigia que as crianças indígenas fossem educadas segundo os padrões anglo-americanos. Os pais deveriam autorizar a frequência de seus filhos nas escolas internas e, em caso de recusa, os oficiais poderiam empregar coerção para alcançar uma cota de estudantes de cada reserva.
Internatos também foram estabelecidos em reservas, muitas vezes administrados por missões ou institutos religiosos – geralmente independentes da diocese local, no caso das ordens católicas. Devido às grandes distâncias, frequentemente as crianças indígenas eram separadas de suas famílias e tribos ao frequentarem tais escolas em outras reservas. No auge do programa federal, o BIA sustentava 350 escolas internas.
No final do século XIX e início do século XX, quando os estudantes chegavam às escolas internas, suas vidas mudavam drasticamente. Eles recebiam cortes de cabelo curtos (fonte de vergonha para muitos meninos, que consideravam o cabelo comprido parte de sua identidade em amadurecimento), eram obrigados a usar uniformes e a adotar nomes em inglês para uso na escola. Às vezes, os nomes eram baseados nos próprios; noutras ocasiões, eram atribuídos aleatoriamente. As crianças não podiam falar suas línguas nativas, nem mesmo entre si. Eram obrigadas a frequentar os cultos religiosos e, frequentemente, eram batizadas como cristãs. Como era típico na época, a disciplina era severa em muitas instituições, incluindo a atribuição de tarefas extras como punição, confinamento solitário e castigos corporais – com agressões de professores utilizando bastões, réguas e cintos. O tratamento dessas crianças era abusivo – sofrendo abusos físicos, sexuais, culturais e espirituais, além de negligência –, a ponto de, em muitos casos, constituir tortura por falarem suas línguas nativas.
Anna Moore disse, a respeito da Phoenix Indian School:

If we were not finished [scrubbing the dining room floors] when the 8 a.m. whistle sounded, the dining room matron would go around strapping us while we were still on our hands and knees.

## Abusos nas escolas internas

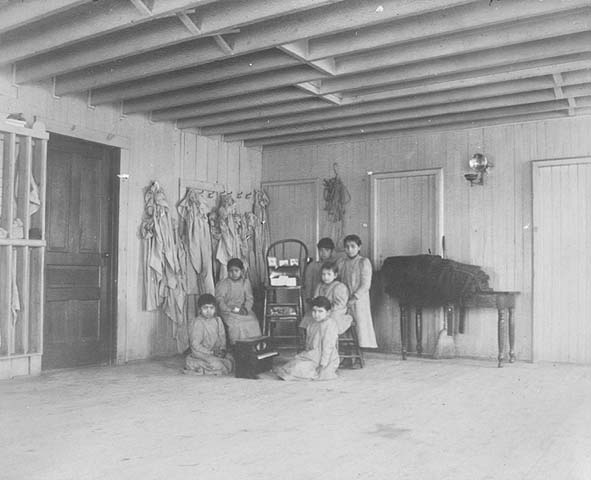
Jovens meninas posando em um quarto

As crianças admitidas nas escolas internas sofriam diversas formas de abuso. Dependendo da fé cristã, lhes eram dados nomes europeus ou nomes bíblicos; por exemplo, se a escola fosse administrada por uma ordem da Igreja Católica, as crianças recebiam nomes da Bíblia ou dos santos da igreja, eram forçadas a falar inglês ou latim e não podiam praticar sua cultura. Recebiam aulas sobre trabalhos manuais, como agricultura e serviços domésticos. Fora das aulas, esperava-se que mantivessem a manutenção das escolas ou que comparecessem aos cultos religiosos aos sábados e domingos. Condições de vida insalubres e superlotação contribuíam para a disseminação de doenças, e muitos estudantes não recebiam alimento suficiente ou eram mal alimentados. Recompensas eram oferecidas para os estudantes que tentassem fugir, e muitos acabavam cometendo suicídio. Estudantes que faleciam eram, às vezes, colocados em caixões e enterrados no cemitério da escola por seus próprios colegas.
Crianças indígenas eram retiradas à força de suas famílias e encaminhadas para esses internatos. Suas tradições culturais eram descartadas quando lhes eram ensinados os ideais americanos de refinamento e civilização. Essa assimilação forçada aumentava o abuso de substâncias e os índices de suicídio entre esses estudantes, que sofriam de doenças mentais como depressão e TEPT. Tais doenças também elevavam o risco de desenvolver enfermidades cardiovasculares.
Como afirmou o Dr. Jon Reyhner, ele descreveu métodos de disciplina mencionando que: "The boys were laid on an empty barrel and whipped with a long leather strap." Tais métodos deixaram lesões físicas e tornaram as instituições perigosas para as crianças, que viviam com medo da violência. Muitas crianças não se recuperavam de suas feridas, frequentemente deixadas sem tratamento.
Uma ex-aluna relatou:
Intimidation and fear were very much present in our daily lives. For instance, we would cower from the abusive disciplinary practices of some superiors, such as the one who yanked my cousin's ear hard enough to tear it. After a nine-year-old girl was raped in her dormitory bed during the night, we girls would be so scared that we would jump into each other's bed as soon as the lights went out. The sustained terror in our hearts further tested our endurance, as it was better to suffer with a full bladder and be safe than to walk through the dark, seemingly endless hallway to the bathroom.  When we were older, we girls anguished each time we entered the classroom of a certain male teacher who stalked and molested girls.
Meninas e jovens mulheres, retiradas à força de suas famílias e encaminhadas para internatos – como o Hampton Normal and Agricultural Institute – eram incentivadas a cumprir a visão do governo dos EUA de "educar meninas indígenas na esperança de que mulheres formadas como boas donas de casa ajudassem seus companheiros a se assimilar" à cultura dominante americana.
A historiadora Brenda Child afirma que os internatos cultivavam o pan-Indianism e possibilitavam coalizões intertribais que ajudaram diversas tribos a colaborar no final do século XX. Ela argumenta:
Pessoas anteriormente separadas por língua, cultura e geografia viveram e trabalharam juntas em escolas residenciais. Os estudantes formaram laços estreitos e desfrutaram de uma rica troca intercultural. Graduados de escolas governamentais frequentemente se casavam com antigos colegas, encontravam emprego no Indian Service, migravam para áreas urbanas, retornavam às suas reservas e ingressavam na política tribal. Incontáveis novas alianças, tanto pessoais quanto políticas, foram forjadas nos internatos governamentais.
Jacqueline Emery, ao introduzir uma antologia de textos sobre internatos, sugere que esses escritos provam que as crianças demonstraram uma resiliência cultural e pessoal "mais comum entre os estudantes de internatos do que se poderia imaginar". Embora as autoridades escolares tenham censurado o material, ele evidencia múltiplos métodos de resistência aos regimes escolares. Vários estudantes formados em internatos, como Gertrude Bonnin, Angel De Cora, Francis La Flesche e Laura Cornelius Kellogg, tornaram-se altamente educados e foram precursores dos atuais ativistas indígenas.
Após serem libertados ou se formarem nos internatos indígenas, esperava-se que os estudantes retornassem às suas tribos e promovesse a assimilação europeia ali. Muitos que regressaram às reservas enfrentaram alienação, barreiras linguísticas e culturais, além de confusão, transtorno de estresse pós-traumático e o legado do trauma decorrente dos abusos. Lutavam para respeitar os anciãos, mas também encontravam resistência de familiares e amigos ao tentarem implementar mudanças anglo-americanas.
Os estudantes dos internatos enfrentavam grandes dificuldades, mas isso não os impedia de construir uma base de resistência. Os estudantes nativos utilizaram o que lhes era ensinado para se manifestarem e atuarem politicamente. Eram muito inteligentes e engenhosos, tornando-se bem informados em ativismo e trabalho político. Forçados a se afastarem de suas famílias, muitos mais tarde se recusaram a permitir que seus filhos fossem retirados à força, escondendo-os e incentivando-os a fugir. Nem sempre isso teve sucesso, mas foi uma forma de resistência presente nesse período.
Como afirmam os historiadores Brian Klopotek e Brenda Child, "A remote Indian population living in Northern Minnesota who, in 1900, took a radical position against the construction of a government school." Essa população indígena, o povo Ojibwe, demonstrou hostilidade à construção em suas terras por meio de resistência armada. Os homens Ojibwe posicionaram-se como guardas armados ao redor dos trabalhadores e da obra, indicando que os operários não eram bem-vindos para construir em suas terras. Esse tipo de resistência armada era comum em toda a sociedade indígena durante o período dos internatos.
Uma tática de resistência famosa entre os estudantes era falar e responder em sua língua materna. Os internatos enfatizavam a necessidade de extinguir a primeira língua dos alunos e adaptá-los ao inglês. Falar sua língua simbolizava um laço que os mantinha firmemente ligados à sua cultura, mesmo que isso resultasse em abuso físico – algo temido – e a resistência continuasse nessa forma para provocar frustração. Eles queriam mostrar que sua língua e cultura estavam profundamente enraizadas e não poderiam ser substituídas à força. Outra forma de resistência era a má conduta, agindo de forma tola e dificultando o controle dos administradores. Comportar-se mal significava quebrar as regras constantemente, agir fora do caráter esperado e provocar brigas ou incêndios – tudo na esperança de ser mandado de volta para casa. Os estudantes desejavam ser difíceis o bastante para evitar abusos, mesmo que isso significasse serem expulsos. A resistência era uma forma de coragem para enfrentar os internatos. Essas ações eram mutuamente inspiradas e também uma reação aos tempos de colonização, mantendo viva a língua materna, a cultura e as identidades indígenas, e ajudando a retardar a penetração da cultura americana nos processos de ensino.
Os efeitos contínuos dos internatos forçados sobre as comunidades indígenas dificilmente foram perdoados por seus membros. Segundo Mary Annette Pember, cuja mãe foi forçada a frequentar o internato católico St. Mary's em Wisconsin, sua mãe frequentemente recordava "the beatings, the shaming, and the withholding of food" infligidos pelas freiras. Os mesmos efeitos persistem por gerações de indígenas que nunca frequentaram os internatos, como em famílias com entes queridos sobreviventes e desaparecidos.
Quando os professores visitavam ex-alunos, avaliavam seu sucesso com base nos seguintes critérios: "orderly households, 'citizen's dress', Christian weddings, 'well-kept' babies, land in severalty, children in school, industrious work habits, and leadership roles in promoting the same 'civilized' lifestyles among family and tribe".:39 Muitos estudantes retornavam aos internatos. O General Richard Henry Pratt, administrador e fundador da Escola Industrial Indígena de Carlisle, passou a acreditar que "[t]o civilize the Indian, get him into civilization. To keep him civilized, let him stay."

## Escolas no meio do século XX e mudanças posteriores
A frequência nos internatos indígenas aumentou ao longo da primeira metade do século XX, dobrando até a década de 1960.
Em 1969, o BIA operava 226 escolas em 17 estados, incluindo em reservas e áreas geográficas remotas. Aproximadamente 77 eram internatos. Um total de 34.605 crianças estavam matriculadas nos internatos; 15.450 em escolas diurnas do BIA; e 3.854 eram alojadas em dormitórios "enquanto frequentavam escolas públicas com apoio financeiro do BIA. Além disso, 62.676 jovens indígenas frequentavam escolas públicas apoiadas pela Johnson-O'Malley Act, administrada pelo BIA."
A matrícula atingiu seu auge na década de 1970. Em 1973, estima-se que 60.000 crianças indígenas americanas estavam matriculadas em um internato.
O surgimento do ativismo pan-indígena, as contínuas reclamações das nações tribais sobre os internatos e estudos realizados no final dos anos 1960 e meados dos anos 1970 (como o Kennedy Report de 1969 e o National Study of American Indian Education) levaram à aprovação da Indian Self-Determination and Education Assistance Act of 1975. Essa lei autorizou as tribos a firmarem contratos com agências federais para assumir a gestão de programas, como a educação, e possibilitou que as tribos estabelecessem escolas comunitárias para seus filhos em suas reservas.
Em 1978, o Congresso aprovou e o presidente Jimmy Carter assinou a Indian Child Welfare Act, garantindo aos pais indígenas o direito legal de recusar a colocação de seus filhos em uma escola. Evidências condenatórias, relativas a anos de abusos de estudantes em internatos fora das reservas, contribuíram para a promulgação da lei. O Congresso aprovou-a após ouvir depoimentos sobre a vida nesses internatos.
Como resultado dessas mudanças, muitos grandes internatos indígenas foram fechados na década de 1980 e no início dos anos 1990.[carece de fontes?] Algumas instituições localizadas em reservas foram assumidas pelas tribos. Em 2007, o número de crianças indígenas vivendo em dormitórios de internatos caiu para 9.500. Esse número inclui estudantes em 45 internatos localizados em reservas, sete fora das reservas e 14 dormitórios periféricos. De 1879 até os dias atuais, estima-se que centenas de milhares de indígenas frequentaram internatos quando crianças.
Desde 2023, ainda existem quatro internatos fora das reservas administrados pelo governo federal.
As tribos indígenas americanas desenvolveram um dos primeiros colégios femininos.Predefinição:Which

## Século XXI
Por volta de 2020, o Bureau of Indian Education operava aproximadamente 183 escolas, predominantemente não-internato, e situadas principalmente em reservas. Essas escolas atendiam 46.000 estudantes. Críticas atuais concentram-se na qualidade da educação fornecida e na conformidade com os padrões federais. Em março de 2020, o BIA finalizou uma regra para criar o Sistema de Padrões, Avaliações e Responsabilização (SAAS) para todas as escolas do BIA. A motivação por trás da regra é preparar os estudantes para estarem prontos para a faculdade e para o mercado de trabalho.
O presidente Joe Biden designou a Escola Industrial Indígena de Carlisle como um monumento nacional em dezembro de 2024.